# 达尔加乔吉哈尔利
达尔加乔吉哈尔利（Dargajogihalli），是印度卡纳塔克邦Bangalore Rural县的一个城镇。总人口6205（2001年）。

## 人口
该地2001年总人口6205人，其中男性3181人，女性3024人；0—6岁人口901人，其中男442人，女459人；识字率64.45%，其中男性为70.51%，女性为58.07%。